# André Silva
 Forveksles med Diogo Jotas bror André Silva (en), født 2000, død 3. juli 2025.
André Miguel Valente da Silva (født 6. november 1995) er en portugisisk fodboldspiller, som spiller for RB Leipzig og det portugisiske landshold.

## Klubkarriere

### FC Porto
Silva begyndte sin professionelle karriere hos FC Porto, hvor han først spillede for reserveholdet FC Porto B, før han i 2015 debuterede for førsteholdet.

### AC Milan
Silva skiftede i 2017 til AC Milan.

#### Lån til Sevilla
Efter at det ikke var lykkedes at slå igennem hos Milan, blev Silva lånt til Sevilla for 2018-19 sæsonen.

### Eintracht Frankfurt - Lån og fast transfer
Silva blev igen udlånt i 2019-20 sæsonen, denne gang til Eintracht Frankfurt.
Silva spillede en god sæson hos Frankfurt, og efter sæsonen besluttede man at lave transferen permanent.
Silva spillede sin klart bedste sæson i sin karriere i 2020-21, da han scorede 28 mål i 32 kampe i Bundesligaen.

### RB Leipzig
Silva blev solgt til RB Leipzig i sommeren 2021.

## Landshold

### Ungdomslandshold
Silva har spillet på samtlige ungdomsniveau.

### Seniorlandshold
Silva debutere for det Portugals landshold den 1. september 2016 i en venskabskamp mod Gibraltar.
Han var en del af den portugisiske trup til VM 2018 i Rusland, EM 2020 og VM 2022.